# Jurdani
 Jurdani  (olaszul: Giordani) falu Horvátországban, a Tengermellék-Hegyvidék megyében. Közigazgatásilag Matuljihoz tartozik.

## Fekvése
Fiume központjától 12 km-re, községközpontjától 2 km-re északnyugatra a Tengermelléken, az Isztria-félsziget északi határán az A7-es autópálya mellett fekszik.

## Története
A településnek 1857-ben 318, 1910-ben 498 lakosa volt. 
2011-ben 643  lakosa volt.

## Lakosság
| Lakosság változása | Lakosság változása | Lakosság változása | Lakosság változása | Lakosság változása | Lakosság változása | Lakosság változása | Lakosság változása | Lakosság változása | Lakosság változása | Lakosság változása | Lakosság változása | Lakosság változása | Lakosság változása | Lakosság változása | Lakosság változása |
| ------------------ | ------------------ | ------------------ | ------------------ | ------------------ | ------------------ | ------------------ | ------------------ | ------------------ | ------------------ | ------------------ | ------------------ | ------------------ | ------------------ | ------------------ | ------------------ |
| 1857               | 1869               | 1880               | 1890               | 1900               | 1910               | 1921               | 1931               | 1948               | 1953               | 1961               | 1971               | 1981               | 1991               | 2001               | 2011               |
| 318                | 364                | 404                | 448                | 474                | 498                | 448                | 443                | 455                | 460                | 443                | 495                | 472                | 567                | 617                | 643                |